# Pulau Timpaus
Pulau Timpaus är en ö i Indonesien. Den ligger i den nordöstra delen av landet, 2 000 km öster om huvudstaden Jakarta. Arean är 20,9 kvadratkilometer.
Terrängen på Pulau Timpaus är platt. Öns högsta punkt är 116 meter över havet. Den sträcker sig 9,4 kilometer i nord-sydlig riktning, och 5,1 kilometer i öst-västlig riktning.